# Hydratisierung
Hydratisierung ist ein Begriff in den Naturwissenschaften, besonders in der  organischen Chemie. Die Bezeichnung Hydratisierung ist nicht scharf gegenüber „Hydratation“ und „Hydrolyse“ abgegrenzt. Unter Hydratisierung versteht man eine chemische Reaktion, bei der Wassermoleküle unter Bruch einer (H–O)-Bindung an ein Substrat addiert werden. Der Begriff ist nicht zu verwechseln mit der Hydratation, also der Anlagerung von Wasser an Ionen oder im Kristallgitter (Kristallwasser), und der Hydrierung, welche die Addition von Wasserstoff an ein Substrat bedeutet.

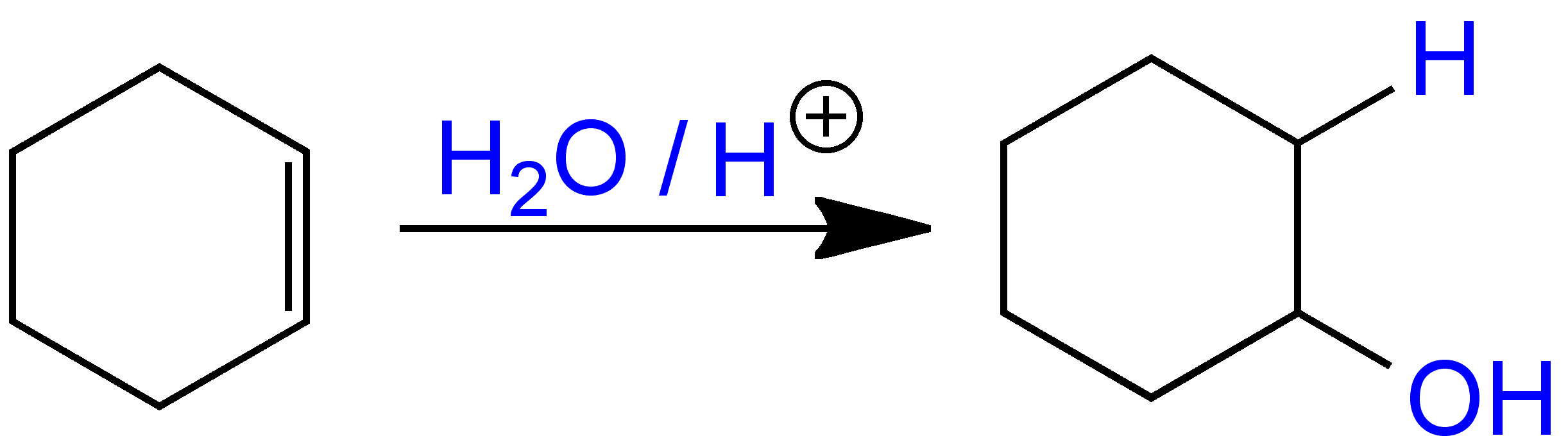
Säurekatalysierte Addition von Wasser an die C=C-Doppelbindung von Cyclohexen (links) liefert Cyclohexanol.

## Anlagerung von Wasser an eine C=C-Doppelbindung (Reaktion)
Diese Reaktion wird üblicherweise in stark saurer wässriger Lösung durchgeführt. Während bei der Hydrolyse die Nicht-Wasser-Komponente in zwei Bestandteile zerlegt wird, bleibt sie bei der Hydratisierung als ein Molekül erhalten.
Die allgemeine Formel der Reaktion ist:
{\displaystyle \mathrm {RRC{=}CH_{2(aq,sauer)}\longrightarrow RRC(OH){-}CH_{3}} }
Hier als Beispiel die Reaktion von Cyclohexen zu Cyclohexanol, mit Schwefelsäure als Katalysator.
In der Laborpraxis liefert diese Reaktion oft ungewollte Nebenprodukte. Eine Alternative stellt die – aus toxikologischen Gründen nicht mehr zeitgemäße – Oxymercurierung da.

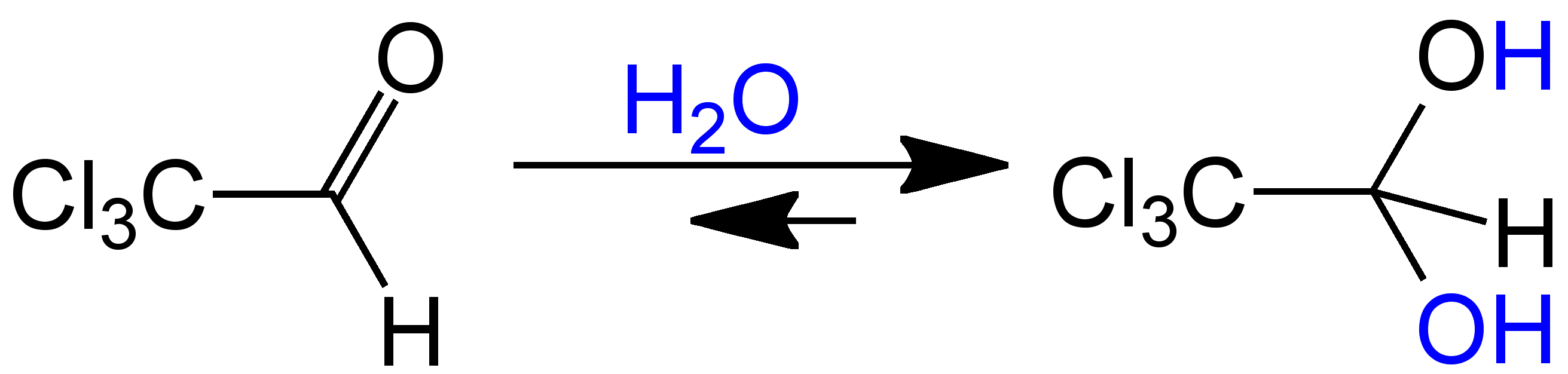
An die C=O-Doppelbindung von Chloral (links, Trichloracetaldehyd) lagert sich Wasser unter Bildung von Chloralhydrat (rechts) an. Das Gleichgewicht liegt auf der Seite des Chloralhydrats.

## Anlagerung von Wasser an eine C=O-Doppelbindung (Reaktion)
Chloral bildet durch Aufnahme von Wasser ein stabiles geminales Diol, das Chloralhydrat. Dieses ist eine der wenigen Verbindungen, die der Erlenmeyer-Regel widersprechen. Formaldehyd bildet analog mit Wasser Formaldehydhydrat. Das Gleichgewicht liegt zu 99,9 % auf der Seite des Formaldehydhydrats.